# Militärflugplatz

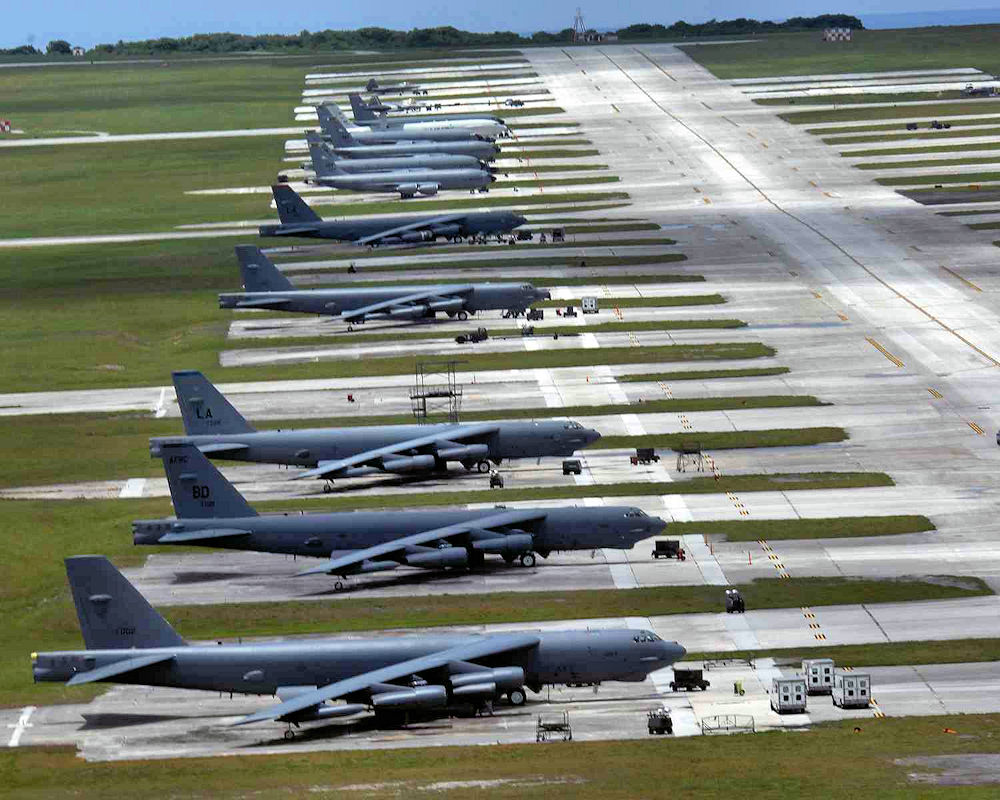
Boeing B-52 und KC-135, Militärflugplatz Andersen Air Force Base der US-Luftstreitkräfte auf Guam, Pazifischer Ozean

Ein Militärflugplatz ist ein vom Militär genutzter Flugplatz. In Deutschland und Österreich werden Militärflugplätze der Luftstreitkräfte auch als Fliegerhorst bezeichnet; Militärflugplätze der deutschen Heeresflieger heißen auch Heeresflugplatz.

## Aufbau

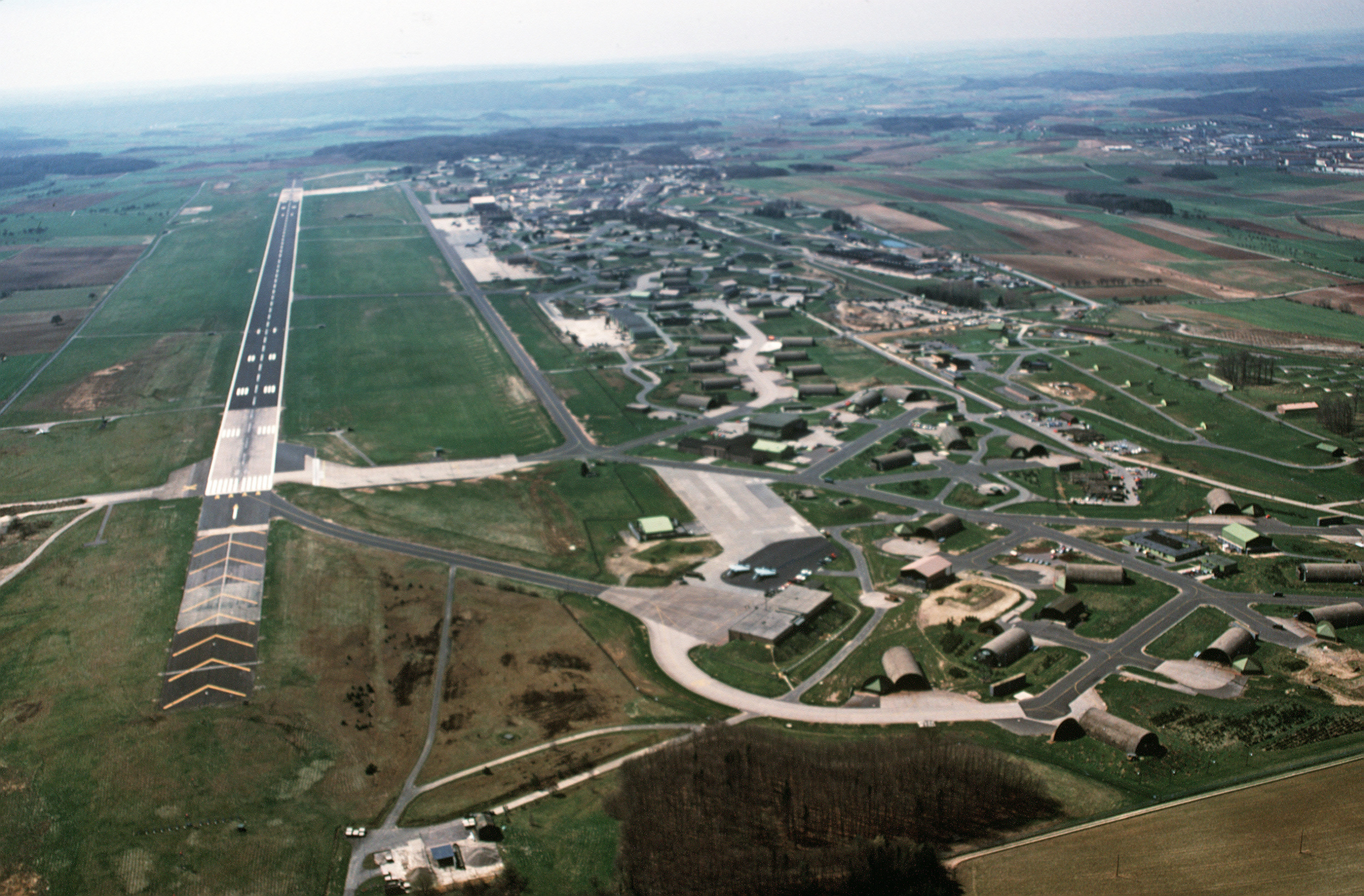
Bitburg Air Base, Bitburg, Deutschland, 1988

Er verfügt neben den für einen Flugplatz üblichen Anlagen, wie Start- und Landebahnen, Rollwegen, Abstellflächen, Wartungs-, Navigations- und Kommunikationseinrichtungen häufig über Bunker zum Abstellen der Flugzeuge, die auch als HAS (Hardened Aircraft Shelter – gepanzerter Flugzeugunterstand) bezeichnet werden.
Neben dem Flugfeld und Kasernen umfasst er oftmals auch eine Flugschule, Werkstätten zur Instandsetzung und logistische Einrichtungen zum Betrieb.

## Begriffsbestimmung
Den Begriff Militärflugplatz selbst verwenden die den Platz verwaltenden Organisationen in der Regel nicht. Er ist im deutschsprachigen Raum eher ein Oberbegriff. Die deutsche Luftwaffe, die Deutsche Marine und die Luftstreitkräfte des Österreichischen Bundesheeres bezeichnen ihre Plätze als Fliegerhorst bzw. Marinefliegerhorste. Das deutsche Heer bezeichnet sie als Heeresflugplatz oder einfach als Flugplatz, genauso wie die Schweizer Luftwaffe in der deutschsprachigen Schweiz – in der französischsprachigen Schweiz heißen sie Base aérienne. Die US-Luftwaffe spricht in Deutschland bzw. allgemein außerhalb der USA von Air Base (AB) oder der kleineren Air Station, das US-Heer vom Army Airfield bzw. ebenfalls der kleineren Army Air Station. Diesen Begriff verwendet auch die in Nordwestdeutschland stationierte Britische Armee.
Es gibt auch Flugplätze, die sowohl militärisch als auch zivil genutzt werden.
Die Einteilung der Militärflugplätze der Luftwaffe der Wehrmacht war teilweise detaillierter: neben den voll ausgebauten Fliegerhorsten wurden bereits vor Beginn des Zweiten Weltkriegs sogenannte Einsatzhäfen angelegt, die eine abgespeckte Infrastruktur boten, aber für den Aufmarsch (genauer: zu dessen Tarnung und Entzerrung) genutzt werden sollten. Zudem gab es Scheinflugplätze, die die gegnerische Luftaufklärung sowie Bomber in die Irre führen sollten.

## Militärflugplätze in Deutschland
In der Liste der Fliegerhorste in Deutschland werden alle aktiven militärischen Flugplätze der Bundeswehr sowie der NATO-Verbündeten in Deutschland mit ihren technischen Eckdaten und den stationierten Verbänden aufgeführt.

## Frühere Militärflugplätze in Deutschland

### Zivile Flughäfen oder -plätze mit übergeordneter Bedeutung
Militärische Betreiber in der Folge der Nutzung aufgelistet. Die folgenden Kürzel werden verwendet:
- AA: Französische Luftwaffe (Armée de l’air)
- AT: Französisches Heer (Armée de Terre)
- Bw-H: Heer (Bundeswehr)
- Bw-Lw: Luftwaffe (Bundeswehr)
- Bw-M: Deutsche Marine (Bundeswehr)
- GSSD: Gruppe der Sowjetischen Streitkräfte in Deutschland
- kH: Deutsches Heer (Deutsches Kaiserreich)
- LSK: Luftstreitkräfte der Nationalen Volksarmee der DDR
- Lw: Luftwaffe (Wehrmacht)
- RAF: Britische Royal Air Force
- RCAF: Royal Canadian Air Force
- USAF: United States Air Force
- WWS: Luftstreitkräfte der Sowjetunion (Военно-воздушные силы СССР)

| Ort, Name(n) des Flugplatzes                                                                                         | Errichtung                             | Nutzer                                                          | heutige Nutzung                                                    | Anmerkungen |
| --- | -------------------------------------- | --------------------------------------------------------------- | ------------------------------------------------------------------ | --- |
| Barth; Divitz-Spoldershagen: - Fliegerhorst Barth                                                                    | 1935                                   | Lw: 1935–1945 WWS: 1945                                         | Flughafen Barth („Ostseeflughafen Stralsund-Barth“)                | Seit 1957 wieder zivil in Betrieb. |
| Braunschweig: - Flughafen Braunschweig-Waggum                                                                        | 1935                                   | Lw: 1939–1945                                                   | Flughafen Braunschweig-Wolfsburg                                   | Ursprünglich und seit 1945 zivil. Heute Sitz des Luftfahrt-Bundesamts. Standort des Deutschen Zentrums für Luft- und Raumfahrt                                                        |
| Frankfurt am Main: - Flug- und Luftschiffhafen Rhein-Main (Lw) - Rhein-Main Air Base (USAF)                          | 1936                                   | Lw: 1939–1945 USAF: 1945–2005                                   | Teil des Flughafens Frankfurt                                      | Ursprünglich zivil. Hauptsächlich zivile Nutzung ab 1946. USAF-Stützpunkt in Mitnutzung auf südlichem Gelände, so bekannt als Gateway to Europe                                       |
| Friedrichshafen; Meckenbeuren: - Flugplatz/Flughafen Friedrichshafen-Löwental (Lw) - Base aérienne Tactique 136 (AA) | 1915 (f. Luftschiffe) 1928 (Flughafen) | Lw: 1939 AA: 1946–1954 Bw-H: 1959–1966 AT: 1973–1992            | Flughafen Friedrichshafen („Bodensee-Airport“)                     | Von der Luftwaffe der Wehrmacht nicht als Fliegerhorst genutzt, aber Produktionsstandort, zudem zwischenzeitliche Stationierung von Messerschmitt Bf 109. Ab 1950 auch zivil genutzt. |
| Heringsdorf; Garz (Usedom): - Garnison Swinemünde (kH) - Fliegerhorst Garz (Lw), Flugplatz Garz (LSK)                | 1911 (belegt)                          | kH: 1911–unbekannt Lw: 1935–1945 GSSD: 1945–1990 LSK: 1960–1990 | Flughafen Heringsdorf                                              | Ursprünglich Exerzierplatz der Garnison Swinemünde. Ab 1919 bis 1935 ziviler Landflugplatz Swinemünde. Ab 1962 wieder zivil mitbenutzt.                                               |
| Kirchberg-Lautzenhausen/Hahn (Hunsrück): - Hahn Air Base (USAF)                                                      | 1951                                   | AA:1951–1952 USAF: 1952–1993                                    | Flughafen Frankfurt-Hahn                                           | Seit 1993 zivil genutzt. |
| Lahr/Schwarzwald: - Base aérienne 139 (AA) - RCAF Lahr (RCAF)                                                        | 1913                                   | kH: 1915–1918 AA: 1952–1967 RCAF: 1967–1994                     | Verkehrslandeplatz und Sonderflughafen für Fracht „Flughafen Lahr“ | Ursprünglich als Flugplatz für Kriegsluftschiffe geplant Flughafen für den Europa-Park Rust Ab 1989 auch zivil genutzt.                                                               |
| Memmingen; Memmingerberg: - Fliegerhorst Memmingerberg (Lw,Bw-Lw)                                                    | 1936                                   | Lw: 1936–1945 (USAF: 1954–1959) Bw-Lw: 1959–2004                | Flughafen Memmingen („Allgäu-Airport“)                             | USAF: Nutzung als Trainingsgelände. Seit 2004 zivil genutzt. |
| Rheinmünster-Söllingen: - RCAF Station Baden-Söllingen / CFB Baden–Soellingen (RCAF)                                 | 1952                                   | RCAF: 1953–1993                                                 | Flughafen Karlsruhe/Baden-Baden („Baden-Airpark“)                  | Ursprünglich für die französischen Luftstreitkräfte geplant. Seit 1997 zivil genutzt.                                                                                                 |
| Sylt-Westerland: - Fliegerhorst Sylt (Lw) - RAF Sylt (RAF) - Flughafen Sylt – mil. Teil (Bw-M)                       | 1918                                   | Lw: 1939–1945 RAF:1945–1961 Bw-M: 1961–2005                     | Flughafen Sylt                                                     | Ursprünglich zivil Von 1961 bis 2005 Standort der Marinefliegerlehrgruppe. Ab 1961 auch zivil genutzt                                                                                 |
| Weeze: - RAF Laarbruch (RAF)                                                                                         | 1954                                   | RAF: 1954–1999                                                  | Flughafen Niederrhein („Airport Weeze“)                            | Seit 2003 zivil genutzt. |

### Zivile Flugplätze mit geringerer Bedeutung
Aufgelistet sind die ehemaligen Fliegerhorste der Wehrmacht, der Nationalen Volksarmee, der Bundeswehr und der sowjetischen Streitkräfte:
- Achmer (Lw, RAF), militärischer Flugbetrieb endete Ende der 1940er Jahre, heute Sonderlandeplatz
- Ahlhorn (Luftwaffe (Bundeswehr)), Standort des Metropolparks Hansalinie als Logistik-, Technologie- und Gewerbepark und als Sonderlandeplatz zugelassen.
- Allstedt (sowjetische Streitkräfte), militärischer Flugbetrieb endete 1991, heute Sonderlandeplatz
- Altenburg, Umwandlung in einen Verkehrsflughafen, inzwischen Verkehrslandeplatz Leipzig-Altenburg
- Babenhausen (Lw, USAF), militärischer Flugbetrieb endete 2006, danach Verkehrslandeplatz, heute Sonderlandeplatz.
- Bad Lippspringe (Paderborn) (Fliegertruppe, Lw), militärischer Flugbetrieb endete nach 1945, heute Sonderlandeplatz der Rhine Army Parachute Association
- Baden-Baden Oos (Luftschiffertruppe), heute Sonderlandeplatz
- Bamberg (Kgl. Bayerische Fliegertruppe, Luftwaffe, US Army), militärischer Flugbetrieb endete 2012, heute Sonderlandeplatz
- Bad Hersfeld (US Army), errichtet 1952/53, Militärischer Flugbetrieb endete in den 1990er Jahren, heute Sonderlandeplatz
- Bad Zwischenahn; nach dem Zweiten Weltkrieg rissen die Kanadier zwei der drei Landebahnen ab und nutzten die Anlage weiter. Später riss die Royal Air Force die letzte Landebahn ab und errichtete dort das RAF Hospital Rostrup (heute BWK-Rostrup). Auf dem privatisierten Gelände kann man anhand einer Schonung noch zwei der drei Landebahnen erkennen.
- Bitburg (USAF), militärischer Flugbetrieb endete in den 1990er Jahren, heute Verkehrslandeplatz
- Bindlach-Bindlacher Berg (Lw, U.S. Army), Kampfeinheiten 1939 abgezogen, danach Nutzung zur Ausbildung bis 1945. Bis 1992 Teil der US-Kaserne Christensen Barracks (Bayreuth AAF). Teilw. Überschneidung mit heutigem Verkehrslandeplatz Bayreuth.
- Bremgarten (Lw, Armée de l’air), militärischer Flugbetrieb endete in den 1990er Jahren, heute Sonderlandeplatz
- Brockzetel (Lw), militärischer Flugbetrieb auf dem Einsatzhafen endete Ende 1945, heute Segelfluggelände
- Celle-Arloh (Kaiserliche Marine, Luftwaffe), militärischer Flugbetrieb endete 1945, heute Verkehrslandeplatz
- Cottbus-Drewitz (NVA), militärischer Flugbetrieb endete in den 1990er Jahren; seit 2020 kein Flugverkehr mehr möglich.
- Detmold (RAF), militärischer Flugbetrieb endete in den 1990er Jahren, heute Sonderlandeplatz
- Erding (Lw), militärischer Flugbetrieb endete im September 2014, der Fliegerclub Erding kann mit ziviler Genehmigung den Platz nutzen.
- Falkenberg-Lönnewitz auch Alt-Lönnewitz (Luftwaffe, Rote Armee), militärischer Flugbetrieb endete 1993
- Finow/Eberswalde (Lw, Rote Armee), militärischer Flugbetrieb endete 1993, heute Verkehrslandeplatz
- Finsterwalde (Lw, Rote Armee), militärischer Flugbetrieb endete 1993, heute Sonderlandeplatz und Gewerbegebiet
- Flensburg Heute Verkehrslandeplatz
- Giebelstadt (Lw, US Army), militärischer Flugbetrieb endete Mitte der 2000er Jahre, heute Verkehrslandeplatz
- Fliegerhorst Griesheim (preußische Armee, Lw, US Army) heute Sonderlandeplatz
- Großenhain (Sächs. Fliegertruppe, Lw, GSSD), militärischer Flugbetrieb endete in den 1990er Jahren, heute Verkehrslandeplatz
- Hildesheim (RAF), militärischer Flugbetrieb endete in den 1990er Jahren, heute Verkehrslandeplatz
- Hopsten (Luftwaffe), Umwandlung in ein Gewerbegebiet, teilweise renaturiert
- Hoya (Lw), militärischer Flugbetrieb auf dem Einsatzhafen endete Ende 1945, heute Segelfluggelände
- Husum-Schwesing (Lw), militärischer Flugbetrieb endete in den 1990er Jahren, heute Verkehrslandeplatz
- Itzehoe/Hungriger Wolf (Hohenaspe) (Heeresflieger), militärischer Flugbetrieb endete 2003, heute Verkehrslandeplatz
- Jüterbog Altes Lager (Fliegertruppe, Lw, GSSD), militärischer Flugbetrieb endete in den 1990er Jahren, heute Sonderlandeplatz
- Kaufbeuren (Allgäu) kein militärischer Flugbetrieb, Technisches Ausbildungszentrum der Luftwaffe, Abt. Süd, Luftsportverein Kaufbeuren e. V.
- Kiel-Holtenau (Lw, Marineflieger) bis 2012, danach kein militärischer Flugbetrieb mehr
- Köthen (Rote Armee), nach Abriss der Hauptlande- bzw. -startbahn heute ein Sonderlandeplatz
- Langeoog (Lw), militärischer Flugbetrieb endete Ende 1945, der heutige Verkehrslandeplatz befindet sich etwa 1 km nordöstlich des ehemaligen Fliegerhorsts
- Alt-Lönnewitz (Lw, GSSD), militärischer Flugbetrieb endete in den 1990er Jahren, heute Sonderlandeplatz
- Lübeck-Blankensee (Luftwaffe (Wehrmacht), RAF, Luftwaffe (Bundeswehr)); seit 1955 zivile Nutzung parallel zur militärischen, letztere nach 1990 beendet, heute Verkehrsflughafen
- Lüneburg (Lw, RAF), militärischer Flugbetrieb endete Ende der 1940er Jahre, heute Sonderlandeplatz
- Mainz-Finthen (Lw, US Army), militärischer Flugbetrieb endete in den 1990er Jahren, heute Verkehrslandeplatz
- Marx (Lw), militärischer Flugbetrieb auf dem Einsatzhafen endete Ende 1945, heute Segelfluggelände
- Mengen (Lw, Armée de l’air), militärischer Flugbetrieb endete Ende der 1970er Jahre, heute Verkehrslandeplatz
- Mendig (Lw, Heeresflieger), militärischer Flugbetrieb endete 2004, heute Sonderlandeplatz mit Gewerbegebiet und Veranstaltungsort
- Merzbrück (Lw), USAAF, Belgische Streitkräfte in Deutschland, militärischer Flugbetrieb endete 1995, heute Verkehrslandeplatz
- Mühldorf (Lw), heute Sonderlandeplatz
- Neubrandenburg (Luftwaffe (Wehrmacht), NVA, Luftwaffe); Umwandlung in einen Verkehrsflughafen
- Neuhardenberg/Marxwalde (Lw, NVA, Lw), militärischer Flugbetrieb endete 1993, heute Sonderlandeplatz
- Neumünster (Lw), militärischer Flugbetrieb endete 1945, heute Verkehrslandeplatz
- Nordhorn-Klausheide (Lw), militärischer Flugbetrieb auf dem Einsatzhafen endete Ende 1945, heute Verkehrslandeplatz
- Peenemünde (Lw, NVA), militärischer Flugbetrieb endete in den 1990er Jahren, heute Sonderlandeplatz
- Rechlin (Lw, Rote Armee), militärischer Flugbetrieb endete in den 1990er Jahren, heute Verkehrslandeplatz
- Rheine-Bentlage (Heer, Lw), militärischer Flugbetrieb endete 2017, heute benutzt vom Aeroclub-Rheine
- Rotenburg (Wümme) (Lw, Heeresflieger), militärischer Flugbetrieb endete 1994, heute Verkehrslandeplatz
- Roth (Lw, Heeresflieger), militärischer Flugbetrieb endete 2014, Benutzung durch: Flieger-Club Roth und Außenstelle der Polizeihubschrauberstaffel Bayern
- Schleißheim (verschiedene mil. Nutzer), militärischer Flugbetrieb endete Anfang der 1980er Jahre, heute Sonderlandeplatz
- Schwäbisch Hall-Hessental (Lw, US Army), militärischer Flugbetrieb endete in den 1990er Jahren, heute Verkehrslandeplatz
- Soest (Lw, RAF), militärischer Flugbetrieb endete in den 1990er Jahren, heute Sonderlandeplatz
- Stade (Lw), militärischer Flugbetrieb endete 1945, heute Sonderlandeplatz
- Stendal-Borstel (Lw, Rote Armee), militärischer Flugbetrieb endete 1992, heute Verkehrslandeplatz
- Strausberg (Lw, Rote Armee, NVA, Lw) militärischer Flugbetrieb endete 1992, danach Verkehrslandeplatz
- Tutow/Demmin (Lw, Rote Armee/NVA), militärischer Flugbetrieb endete 1993, heute Verkehrslandeplatz
- Uetersen (Luftwaffe); bis 1972 parallel mit einem Sport- und Zivilflugplatz
- Varrelbusch (Lw, RAF), militärischer Flugbetrieb endete Ende der 1940er Jahre, heute Verkehrslandeplatz
- Werneuchen (Lw, Rote Armee), militärischer Flugbetrieb endete in den 1990er Jahren, heute Sonderlandeplatz
- Zweibrücken (RCAF, USAF); Umwandlung in einen Verkehrsflughafen, seit 2018 Sonderlandeplatz

### Stillgelegte deutsche Flugplätze
| Name                               | Nutzer                                                       | von                            | bis                                                                   | heutige Verwendung | Bemerkungen |  |
| ---------------------------------- | ------------------------------------------------------------ | ------------------------------ | --------------------------------------------------------------------- | --- | --- |  |
| Alt Daber                          | Luftwaffe GSSD                                               | 1940 3. Mai 1945               | 3. Mai 1945 1994                                                      | u. a. Rennstrecke und Speicherkraftwerk | |  |
| Alteno                             | Luftwaffe Luftstreitkräfte der NVA                           | 1938 Mai 1945                  | ? 1990                                                                | Solarpark | |  |
| (Bad Aibling)-Mietrach             | Luftwaffe                                                    | 1937                           | 1945                                                                  | u. a. ein Technologie- und ein „Wohlfühlpark“                                                                                              | jahrelang eine Abhörstation der USA, die Bad Aibling Station |  |
| Basepohl                           | NVA                                                          | Oktober 1975                   | September 1994                                                        | | diente als Hubschrauberflugplatz |  |
| Berlin-Gatow                       | Luftwaffe RAF                                                | 2. November 1935 25. Juni 1945 | Ende April 1945 7. September 1994                                     | Luftwaffenkaserne | das Militärhistorische Museum der Bundeswehr nutzt die Hangars |  |
| Berlin-Johannisthal                | Fliegertruppe Rote Armee                                     | 1914 1945                      | 1918 1946                                                             | unter anderem Aerodynamischer Park der Uni                                                                                                 | jeweils militärische Ko-Nutzung |  |
| Berlin-Tegel                       |                                                              |                                |                                                                       | | |  |
| Berlin-Tempelhof                   | USAF                                                         | 4. Juli 1945                   | 1994                                                                  | als Tempelhofer Freiheit als Erholungsgebiet (Park)                                                                                        | die ursprüngliche Infrastruktur außer der Rollwegbefeuerung ist noch vorhanden                                                                                             |  |
| Bönninghardt                       | Luftwaffe (Wehrmacht)                                        | 1939                           | 1945                                                                  | z. T. Wohnbebauung, Land- und Forstwirtschaft                                                                                              | |  |
| Borkum                             | Kaiserliche Marine Kriegsmarine                              | August 1914 1938/39            | November 1918 Mai 1945                                                | u. a. noch Stützpunkt eines SAR-Hubschraubers der Deutschen Marine                                                                         | im Ersten Weltkrieg Marineflugstation am Südstrand, im Zweiten Weltkrieg Seeflugstation am Neuen Hafen                                                                     |  |
| Brandenburg-Briest                 | Luftwaffe NVA Luftwaffe                                      | k. A. k. A. 1990               | 1945 1990 1993                                                        | u. a. eine Solarfabrik | war bis 2009 ein Sonderlandeplatz |  |
| Brieg                              | Luftwaffe                                                    | 1937                           | 1945                                                                  | Industriegebiet | ab 1945 lag der Platz in Polen |  |
| Braunschweig-Broitzem              | Fliegertruppe Luftwaffe                                      | April 1917 1935                | November 1918 April 1945                                              | Nutzung durch Firmen, Institute und Behörden                                                                                               | während des Kalten Krieges Nutzung durch die Bundeswehr |  |
| Brüggen                            | RAF                                                          | 1. Mai 1953                    | 28. Februar 2002                                                      | Armeekaserne der British Army | Kaserne wurde 2015 an Deutschland zurückgegeben |  |
| Bug (Rügen)                        | Kaiserliche Marine Kriegsmarine                              | 1914 1930er                    | 1918 1945                                                             | | bis in den Zweiten Weltkrieg Seefliegerhorst, zusätzlich Landebahnen für Landflugzeuge                                                                                     |  |
| Cottbus-Nord                       | Luftwaffe WWS KVP-Luft NVA Heeresflieger                     | 1934 1945 1952 1956 1990       | 1945 1952 1956 1990 2003                                              | Industriegebiet und ein Luftfahrtmuseum | |  |
| Crailsheim                         | Luftwaffe                                                    |                                | 1945                                                                  | | |  |
| Dedelstorf                         | Luftwaffe RAF                                                | 1936 1945                      | 1945 Ende 1940er                                                      | | |  |
| Deiningen                          | Luftwaffe                                                    | 1935                           | 1945                                                                  | Einsatzflugplatz zur Ausbildung und als Ausweich-Landemöglichkeit                                                                          | Nutzung als Flüchtlingslager bis in die 1960er Jahre |  |
| Delmenhorst-Adelheide              | Luftwaffe                                                    | April 1936                     | April 1945                                                            | Kaserne und Standortübungsplatz der Bundeswehr                                                                                             | |  |
| Döberitz                           | Fliegertruppe Luftwaffe Rote Armee                           | 1910 1935 1945                 | 1918 1945 1960                                                        | | |  |
| Dornberg                           | Luftwaffe                                                    | 1937                           | 1945                                                                  | | |  |
| Dortmund-Brackel                   | Luftwaffe                                                    | 1934                           | 1945                                                                  | | |  |
| Eschborn                           | Luftwaffe US Army                                            | 1939 1945                      | April 1945 1992                                                       | Gewerbegebiet "Camp Phönix Park" | |  |
| Frankfurt-Bonames („Maurice Rose“) | US Army                                                      | 1952                           | 1992                                                                  | Natur- und Freizeitgelände Alter Flugplatz (Frankfurter Grüngürtel)                                                                        | |  |
| Fürstenfeldbruck                   | Luftwaffe                                                    | 1936                           | 2003                                                                  | Offizierschule der Luftwaffe | zivile fliegerische Nutzung seit Ende 2015 nicht mehr möglich, da keine Genehmigung für die Flugsportgruppe der Bundeswehr mehr vorliegt                                   |  |
| Fürstenwalde-Neuendorf             | Luftwaffe GSSD ab 1994 diverse Zivile und öffentliche Nutzer | 1. Juli 1937                   | 31. August 1994(militärische Nutzung) 28. Juli 2010 (ziviler Verkehr) | zu 80 % mit einem Solarpark überbaut und stillgelegt                                                                                       | war 1969 kurze Zeit Lagerstätte für Atomsprengköpfe wurde 2010, nachdem bereits 1994 die russischen Streitkräfte abzogen, ganz geschlossen                                 |  |
| Gablingen b. Gersthofen            | Kgl. Bayerische Fliegertruppe Luftwaffe US Army              | 1916 1934 1955                 | 1918 1945 1967                                                        | BND | Nutzung bis 1998 zur US Army, danach BND-Außenstelle Gablingen |  |
| Germersheim                        | Flieger- und Luftschiffertruppe Luftwaffe US Army            | k. A. k. A. 1945               | k. A. 1945 1967                                                       | | |  |
| Goslar                             | Luftwaffe                                                    | März 1937                      | April 1945                                                            | Nutzung der Kaserne durch die Bundeswehr, auf dem Flugfeld Wohnbebauung                                                                    | |  |
| Göttingen                          | Luftwaffe                                                    | 1936                           | 1945                                                                  | Industrie- und Gewerbeflächen sowie eine Schule                                                                                            | |  |
| Göppingen                          | Luftwaffe                                                    | 1935                           | 1945                                                                  | | |  |
| Groß Mohrdorf                      | Luftstreitkräfte der NVA                                     | 1967                           | 1990                                                                  | Teilnutzung durch DGPS-Sender Groß Mohrdorf                                                                                                | |  |
| Großenbrode                        | Kriegsmarine                                                 | August 1938                    | Mai 1945                                                              | | im Zweiten Weltkrieg Seefliegerhorst, zusätzlich Landebahnen für Landflugzeuge                                                                                             |  |
| Großostheim                        | Luftwaffe                                                    | 1937                           | 1945                                                                  | Ortsteil Ringheim von Großostheim | Geheimprojekte von 1943 bis 1945, Röntgenstrahlbündel-Flak und Strahlentransformator (Betatron), nach 1945 genutzt für Motor- und Segelflug (Ernst Jachtmann)              |  |
| Großsachsenheim                    | Luftwaffe                                                    | Sommer 1942                    | März 1945                                                             | teilweise Gewerbegebiet | militärische Nachnutzung durch die US Army |  |
| Gütersloh                          | Luftwaffe RAF British Army                                   | 1937 1945 1993                 | 1945 1993 2013                                                        | | |  |
| Hage                               | Kaiserliche Marine Luftwaffe                                 | 1914 1938                      | April 1917 1943                                                       | | war ein Einsatzhafen, während des Kalten Krieges Nutzung durch die Bundeswehr                                                                                              |  |
| Hailfingen                         | Luftwaffe USAAF                                              | 1942 April 1945                | April 1945 Juli 1945                                                  | landwirtschaftliche Nutzung, die frühere Landebahn ist bewaldet                                                                            | KZ-Gedenkstätte am westlichen Ende der ehemaligen Landebahn |  |
| Hanau-Langendiebach                | Luftwaffe US Army                                            | 1939 1945                      | April 1945 2007                                                       | liegt brach, weitere Nutzung des Gebietes ist unklar                                                                                       | |  |
| Handorf                            | Luftwaffe RAF                                                | 4. April 1937 1945             | 3. April 1945 Ende der 1940er                                         | Standortübungsplatz der Bundeswehr | |  |
| Halle-Nietleben                    | Luftwaffe                                                    | 1935                           | 1945                                                                  | | |  |
| Hannover-Vahrenwald                | Fliegertruppe Luftwaffe                                      | 1909 Januar 1939               | November 1918 Frühjahr 1945                                           | Nutzung u. a. durch die Bundeswehr | während der Kaiserzeit Nutzung als Luftschiffhafen |  |
| Heidelberg                         | US Army                                                      | 1945                           | 2014                                                                  | | |  |
| Heidenau                           | Luftwaffe                                                    | ?                              | ?                                                                     | | war ein Einsatzhafen |  |
| Helmstedt-Mariental                | Luftwaffe                                                    | 1940                           | April 1945                                                            | | |  |
| Hesepe                             | Luftwaffe                                                    | 1940?                          | 1945                                                                  | Aufnahmelager Bramsche | war ein Einsatzhafen, während des Kalten Krieges Nutzung durch die Bundeswehr und die Streitkräfte der Niederlande                                                         |  |
| Heuberg (Oettingen)                | Luftwaffe                                                    | k. A.                          | 1945                                                                  | | Baubeginn war 1935 |  |
| Holzkirchen                        | Luftwaffe                                                    | k. A.                          | 1945                                                                  | u. a. ein Betrieb der Abfallwirtschaft | während des Kalten Krieges Sendeanlage des Senders Holzkirchen |  |
| Hopsten                            | Luftwaffe                                                    | 25. Oktober 1939 April 1961    | April 1945 2006                                                       | | |  |
| Husum-Schauendahl                  | Luftwaffe RAF                                                | 1940 1945                      | 1945                                                                  | | |  |
| Jever                              | Luftwaffe RAF Luftwaffe                                      | 1936 1951 1983 2013            | 1945 1961 2013 heute                                                  | Früher Fliegerhorst Jever, Flugbetrieb eingestellt 2013. Das Objektschutzregiment der Luftwaffe übt dort die Verteidigung von Flugplätzen. | |  |
| Jüterbog Damm                      | Fliegertruppe Luftwaffe                                      | 1915 1935                      | 1918 1945                                                             | | während des Kalten Krieges durch die Westgruppe (GSSD) genutzt |  |
| Jesau                              | Luftwaffe                                                    | 1935                           | 1945                                                                  | verwaister "Lost Place" | ab 1945 lag der Platz in Russland |  |
| Kaltenkirchen                      | Luftwaffe                                                    | Ende 1942                      | Mai 1945                                                              | | war ein Einsatzhafen, später Standortübungsplatz der Bundeswehr |  |
| Kamper See                         | Kriegsmarine                                                 | 1930er                         | 1945                                                                  | liegt heute in Polen | im Zweiten Weltkrieg Seefliegerhorst |  |
| Königsberg-Neumark                 | Luftwaffe                                                    | 1938                           | 1945                                                                  | verwaister "Lost Place" | ab 1945 lag der Platz in Polen |  |
| Kohlenbissen                       | Luftwaffe                                                    | 1942                           | April 1945                                                            | Übungsplatz der Bundeswehr, Golfplatz | war ein Einsatzhafen |  |
| Lammershagen                       | Luftwaffe                                                    | k. A.                          | 1945                                                                  | | Seefliegerhorst |  |
| Landsberg/Lech                     | Luftwaffe                                                    | 1935                           | 2017                                                                  | | ehemaliger Standort des Lufttransportgeschwader 61 |  |
| Langendiebach/Hanau                | Luftwaffe US Army                                            | 1939 August 1945               | März 1945 2007                                                        | | |  |
| Leck                               | Luftwaffe                                                    | k. A. 1945                     | 1959 1993                                                             | Flugabwehrraketenstützpunkt der Bundeswehr                                                                                                 | Landebahn wird noch durch die Sportfluggruppe genutzt |  |
| Leipheim                           | Luftwaffe USAF Luftwaffe                                     | 12. März 1937 1945 1959        | 24. April 1945 1959 1994                                              | bis 2008 noch Nutzung durch die Bundeswehr                                                                                                 | Gelände wurde 2010 an örtliche Gebietskörperschaften verkauft |  |
| Lippstadt-Lipperbruch              | Luftwaffe                                                    | 1936                           | 1945                                                                  | | auf dem Flugfeld Kasernenbau: 1945–1956 Britische Armee, 1958–2006 Bundeswehr, danach Wohn- und Gewerbegebiet                                                              |  |
| List auf Sylt                      | Kriegsmarine                                                 | 1920er/30er                    | 1945                                                                  | | im Zweiten Weltkrieg Seefliegerhorst |  |
| Lottin                             | Luftwaffe                                                    |                                | 1945                                                                  | | liegt heute in Polen |  |
| Flugplatz Malmsheim                | Luftwaffe Bundeswehr                                         | 1937 1955                      | 1945                                                                  | Segelfluggelände/Übungsplatz BW und US Army                                                                                                | Betonbahn Testgelände für Daimler/Bosch |  |
| Meiningen                          | Luftwaffe NVA                                                | 1939 1965                      | 1945 1990                                                             | Industriegebiet | war ein Einsatzhafen ab 1965 Hubschrauberstaffel 16 |  |
| Meppen                             | Luftwaffe                                                    | 1936                           | 1945                                                                  | Wehrtechnische Dienststelle 91 der Bundeswehr                                                                                              | |  |
| Metz (Frescaty)                    | Fliegertruppe, Luftschiffertruppe                            | 1909                           | 1919                                                                  | bis 2011 Militärflugplatz | liegt heute in Frankreich |  |
| Mühlen (Ostpreußen)                | Luftwaffe                                                    |                                | 1945                                                                  | | liegt heute in Polen, 7 km nordöstlich Grunwalds |  |
| Münster-Handorf                    |                                                              |                                |                                                                       | | |  |
| Nellingen                          | Luftwaffe US Army                                            | 1938 April 1945                | August 1945 November 1992                                             | Scharnhauser Park | 1945 kurzzeitig Armée de l’air |  |
| Nest                               | Kriegsmarine                                                 | k. A.                          | 1945                                                                  | | liegt heute in Polen, im Zweiten Weltkrieg Seefliegerhorst |  |
| Neubiberg                          | Luftwaffe USAF Bundeswehr                                    | 1936 1945 1957                 | 8. Mai 1945 21. Oktober 1957 1971                                     | Universität der Bundeswehr | Umbau der Hangars zu einer Sporthalle und mehreren Lagerhallen; fortdauernde Nutzung der Kasernengebäude als Unterkünfte und Stab; Umbau der Startbahn zum Landschaftspark |  |
| Norderney                          | Kriegsmarine                                                 | 1935                           | 1945                                                                  | | im Zweiten Weltkrieg Seefliegerhorst |  |
| Obertraubling                      | Luftwaffe Messerschmitt GmbH                                 | Herbst 1938                    | Frühjahr 1945                                                         | Ort Neutraubling | kurzzeitig von der Luftwaffe betrieben, ab 1940 Werksflugplatz von Messerschmitt                                                                                           |  |
| Oedheim                            | Luftwaffe                                                    | 1938                           | März 1945                                                             | Landwirtschaft | |  |
| Oldenburg                          | Luftwaffe RAF Luftwaffe                                      | 1936 1951 1957                 | 8. Mai 1945 21. Oktober 1957 2006                                     | u. a. ein Solarpark | der militärische Flugbetrieb endete bereits 1993 |  |
| Paderborn-Mönkeloh                 | Luftwaffe                                                    | 1916                           | 1945                                                                  | ziviler Flugbetrieb bis Anfang der 1970er                                                                                                  | Industriegebiet |  |
| Pferdsfeld                         | Luftwaffe USAF Luftwaffe                                     | 1939 1957 1961                 | 1945 1958 1997                                                        | Test- und Eventzentrum von Opel | |  |
| Plantlünne/Wesel                   | Luftwaffe RAF                                                | k. A. April 1945               | April 1945 Mai 1945                                                   | | war ein Einsatzhafen |  |
| Pillau-Neutief                     | Kriegsmarine                                                 | 1939                           | 1945                                                                  | | liegt heute in Russland, im Zweiten Weltkrieg Seefliegerhorst |  |
| Potsdam                            |                                                              | 1914                           | 1917                                                                  | unter anderem ein Hotel | Produktionsbetrieb für Luftschiffe |  |
| Preschen                           | NVA Luftwaffe                                                | 1954 1990                      | 1990 1994                                                             | Nutzung für Veranstaltungen aller Art | |  |
| Pütnitz                            | Luftwaffe GSSD                                               | 1930er 1951                    | Anfang 1945 1994                                                      | u. a. Festivalgelände sowie ein Technikverein                                                                                              | war im Krieg eine Seefliegerschule |  |
| Quakenbrück                        | Luftwaffe                                                    | 1935                           | 1945                                                                  | hauptsächlich Gewerbebetriebe, Segelfluggelände                                                                                            | |  |
| Reinsehlen                         | Luftwaffe                                                    | August 1938                    | April 1945                                                            | Camp Reinsehlen | war ein Einsatzhafen |  |
| Rothwesten                         | Luftwaffe USAF                                               |                                |                                                                       | | |  |
| Sachsenheim                        | Luftwaffe Armée de l’Air                                     | k. A. April 1945               | April 1945 Herbst 1945?                                               | | |  |
| Schongau                           | Luftwaffe                                                    | 1937                           | 1945                                                                  | Gewerbegebiet, Umspannwerk | |  |
| Schwaighofen (Neu-Ulm/Ulm)         | Luftwaffe US Army                                            | 1937 April 1945                | 1951 1983                                                             | Gewerbegebiet | ziviler Flugbetrieb bis 1997 |  |
| Schwerin-Görries                   | Luftwaffe GSSD                                               | 1935 1945                      | 1945 1993                                                             | Gewerbegebiet | |  |
| Seddin                             | Kaiserliche Marine                                           | Juli 1915                      | November 1918                                                         | | liegt heute in Polen, war ein Luftschiffhafen |  |
| Schweinfurt                        | US Army Conn Barracks AAF                                    | 1945                           | 2014                                                                  | Gewerbegebiet | |  |
| Sembach                            | USAF                                                         | 1953                           | 1995                                                                  | Gewerbegebiet | |  |
| Sperenberg                         | GSSD                                                         | 1958                           | 1994                                                                  | Nutzung einer Landebahn für Automobiltests                                                                                                 | |  |
| Tarp/Eggebek                       | Luftwaffe Marine                                             | k. A. 1960 1964                | 1945 1964 2005                                                        | Gewerbegebiet und Solarpark Eggebek | |  |
| Templin                            | Rote Armee                                                   | 1955                           | 1994                                                                  | Fahrsicherheitszentrum eHighway | fliegerische Nutzung bis 2012 als Sonderlandeplatz |  |
| Tönning                            | Kaiserliche Marine Kriegsmarine                              | August 1914 August 1936        | November 1918 Mai 1945                                                | Gewerbegebiet | im Ersten Weltkrieg Seeflugstützpunkt, im Zweiten Weltkrieg Seefliegerhorst                                                                                                |  |
| Ulm-Dornstadt                      | Luftwaffe                                                    | 1936                           | 1945                                                                  | Gewerbegebiet | |  |
| Varel-Friedrichsfeld               | Luftwaffe                                                    | 193x                           | 1945                                                                  | Standortübungsplatz der Bundeswehr | war ein Einsatzhafen |  |
| Venlo-Herongen                     | Luftwaffe                                                    | März 1941                      | 1. März 1945                                                          | teilweise Segelfluggelände | |  |
| Vörden                             | Luftwaffe                                                    | 1939?                          | 1945                                                                  | Standortübungsplatz der British Army und Bundeswehr                                                                                        | war ein Einsatzhafen, während des Kalten Krieges Nutzung durch die Streitkräfte Großbritanniens, der USA und der Niederlande                                               |  |
| Werl                               | Luftwaffe                                                    | 1936                           | 1945                                                                  | Konversionsprojekt KonWerl 2010 | während des Kalten Krieges Nutzung durch die Streitkräfte der USA und Belgiens                                                                                             |  |
| Wesendorf                          | Luftwaffe                                                    | ca. 1937                       | 1945                                                                  | Gewerbegebiet | bis 2006 Bundeswehr-Standort |  |
| Wildenrath                         | RAF                                                          | 15. Januar 1952                | 2. November 1992                                                      | Bahnversuchszentrum, Fa. Siemens | |  |
| Wildeshausen                       | Luftschiffertruppe Kaiserliche Marine                        | Mai 1916 September 1917        | September 1917 November 1918                                          | Wohn- und Gewerbegebiet | |  |
| Wilhelmshaven                      | Kriegsmarine                                                 | 1935                           | 1945                                                                  | | im Zweiten Weltkrieg Seefliegerhorst |  |
| Wormditt                           | Luftwaffe                                                    | 1940                           | 1945                                                                  | verwaister "Lost Place" | ab 1945 lag der Platz in Polen |  |
| Zellhausen (Mainhausen-)           | Luftwaffe                                                    | 25. Juli 1937                  | 1945                                                                  | Sendeanlagen in Mainflingen | Deckname „Schafsweide“ |  |

Die älteren der noch heute betriebenen zivilen Flughäfen wurden während der beiden Weltkriege ebenfalls militärisch genutzt.

### Flugplätze im früheren deutschen Staatsgebiet
Die folgenden Flugplätze befinden sich innerhalb der Grenzen Deutschlands aus den Jahren 1914 bzw. 1937 und wurden zu damaliger Zeit durch deutsche Luftstreitkräfte verwendet.
Aslau (Luftwaffe)
Flugbetrieb wurde nach 1945 fortgesetzt
Breslau-Schöngarten (Luftwaffe)
Flugbetrieb wurde nach 1945 fortgesetzt
Brieg (Luftwaffe)
Flugbetrieb wurde nach 1945 fortgesetzt
Brüsterort (Luftwaffe)
Flugbetrieb wurde nach 1945 fortgesetzt, Hubschrauber-Stützpunkt Donskoje der russischen Marineflieger
Danzig-Langfuhr (Fliegertruppe)
Von 1910 bis 1920 Militärische Nutzung, auch Fliegerschule und Flugschule für Jagdflieger
Fliegerhorst Freiwaldau
Fliegerhorst Gabbert
Fliegerhorst Grieslienen
Fliegerhorst Gutenfeld
Heiligenbeil (Luftwaffe)
Fliegerhorst Königsberg-Neumark
Kolberg (Luftwaffe)
Flugbetrieb wurde nach 1945 fortgesetzt
Liegnitz (Luftwaffe)
Flugbetrieb wurde nach 1945 fortgesetzt
Lüben (Luftwaffe)
Flugbetrieb wurde nach 1945 fortgesetzt
Fliegerhorst Insterburg
Mackfitz (bei Regenwalde) (Luftwaffe)
Flugbetrieb wurde nach 1945 fortgesetzt
Marienburg (Luftwaffe)
Flugbetrieb wurde nach 1945 fortgesetzt
Neudorf (Luftwaffe)
Powunden (Luftwaffe)
Flugbetrieb wurde nach 1945 fortgesetzt
St. Avold (Luftstreitkräfte (Deutsches Kaiserreich))
Flugbetrieb wurde nach 1919 fortgesetzt, heute Heimat des Aéroclub de St-Avold
Stolp-Reitz (Luftwaffe)
Militärischer und ziviler Flugbetrieb wurde nach 1945 fortgesetzt, ab 2018 (geplant) Stationierungsort einer US-Raketenabwehreinheit
Wormditt (Luftwaffe)
Flugbetrieb wurde nach 1945 fortgesetzt

## Militärflugplätze in Österreich
Das österreichische Bundesheer betreibt folgende Fliegerhorste:

### Steiermark
Fliegerhorst Hinterstoisser, Zeltweg
- Überwachungsgeschwader
- Fliegerabwehrbataillon 2
- Fliegerwerft 2
- Flieger- und Fliegerabwehrtruppenschule

Fliegerhorst Nittner, Graz
militärischer Betrieb am Flughafen Graz mit 1. Oktober 2008 eingestellt
Fliegerhorst Fiala Fernbrugg, Aigen im Ennstal
- Fliegerabwehrbataillon 2
- Hubschraubergeschwader bestehend aus Alouette III
- Fliegerwerft Aigen

### Oberösterreich
Fliegerhorst Vogler, Linz-Hörsching
- Kommando Luftunterstützung
- Fliegerwerft 3
- Luftfahrttechnisches Logistikzentrum

### Niederösterreich
Fliegerhorst Brumowski, Langenlebarn
- Luftunterstützungsgeschwader
- Kommando Luftaufklärung
- Flieger- und Fliegerabwehrtruppenschule
- Fliegerwerft 1

Militärflugplatz Wiener Neustadt, Wiener Neustadt
- keine Luftfahrzeuge des Bundesheeres stationiert, für Schulungsflüge und die Fallschirmspringerausbildung

Zusätzlich gibt es noch Luftstützpunkte in:
- Salzburg (Kommando Luftraumüberwachung, Fliegerabwehrbataillon 3)
- Klagenfurt (Hubschrauber-Stützpunkt)
- Schwaz in Tirol (Hubschrauber-Stützpunkt)

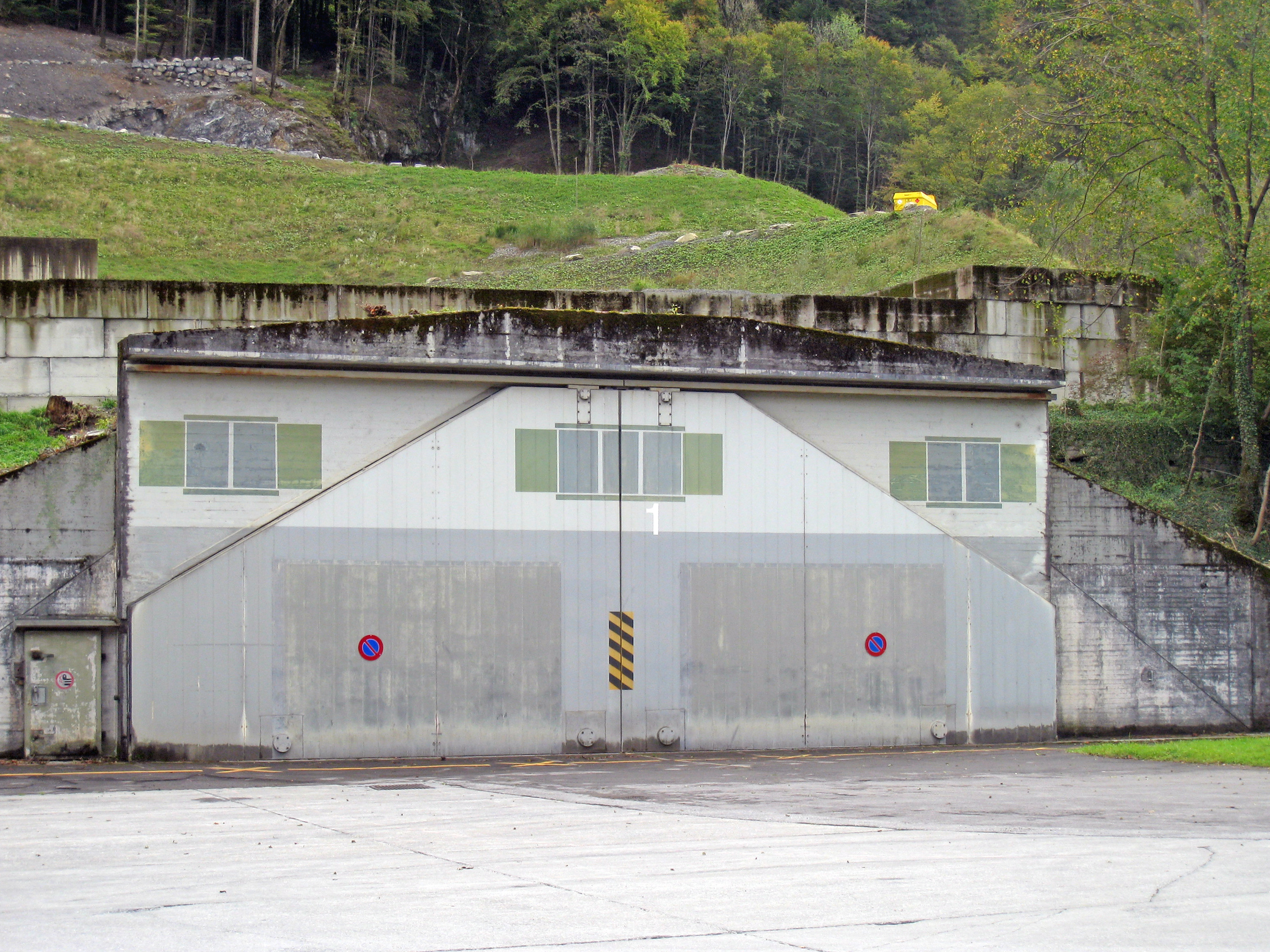
Ehemaliger Flugzeugunterstand beim Flugplatz Mollis

## Militärflugplätze in der Schweiz
Von den Dutzenden militärischer Pisten insbesondere im Alpenraum sind nur noch wenige im aktiven Gebrauch. 2006 wurden die Militärflugplätze in Flugplatzkommandos umbenannt.
- Flugplatzkommando Emmen mit Alpnach, Buochs, Dübendorf, Mollis und Emmen
- Flugplatzkommando Payerne mit Payerne
- Flugplatzkommando Meiringen mit Meiringen und Bern
- Flugplatzkommando Sion mit Sion
- Flugplatzkommando Locarno mit Locarno

## Militärflugplätze in Tschechien
Die Luftstreitkräfte der Tschechischen Republik betreiben folgende Luftwaffenstützpunkte (in runden Klammern die Nummer und der tschechische Name der Einheit):
- Taktische Luftwaffen-Basis in Militärflugplatz Čáslav (21., základna taktického letectva)
- Hubschrauber-Basis in Militärflugplatz Náměšť (22., základna vrtulníkového letectva)
- Luft-Transport-Basis Militärflugplatz Prag-Kbely (24., základna dopravního letectva)
- Flughafen Pardubice mit Flugplatzverwaltung (správa letiště)

## Militärflugplätze der USA (Air Force Base)

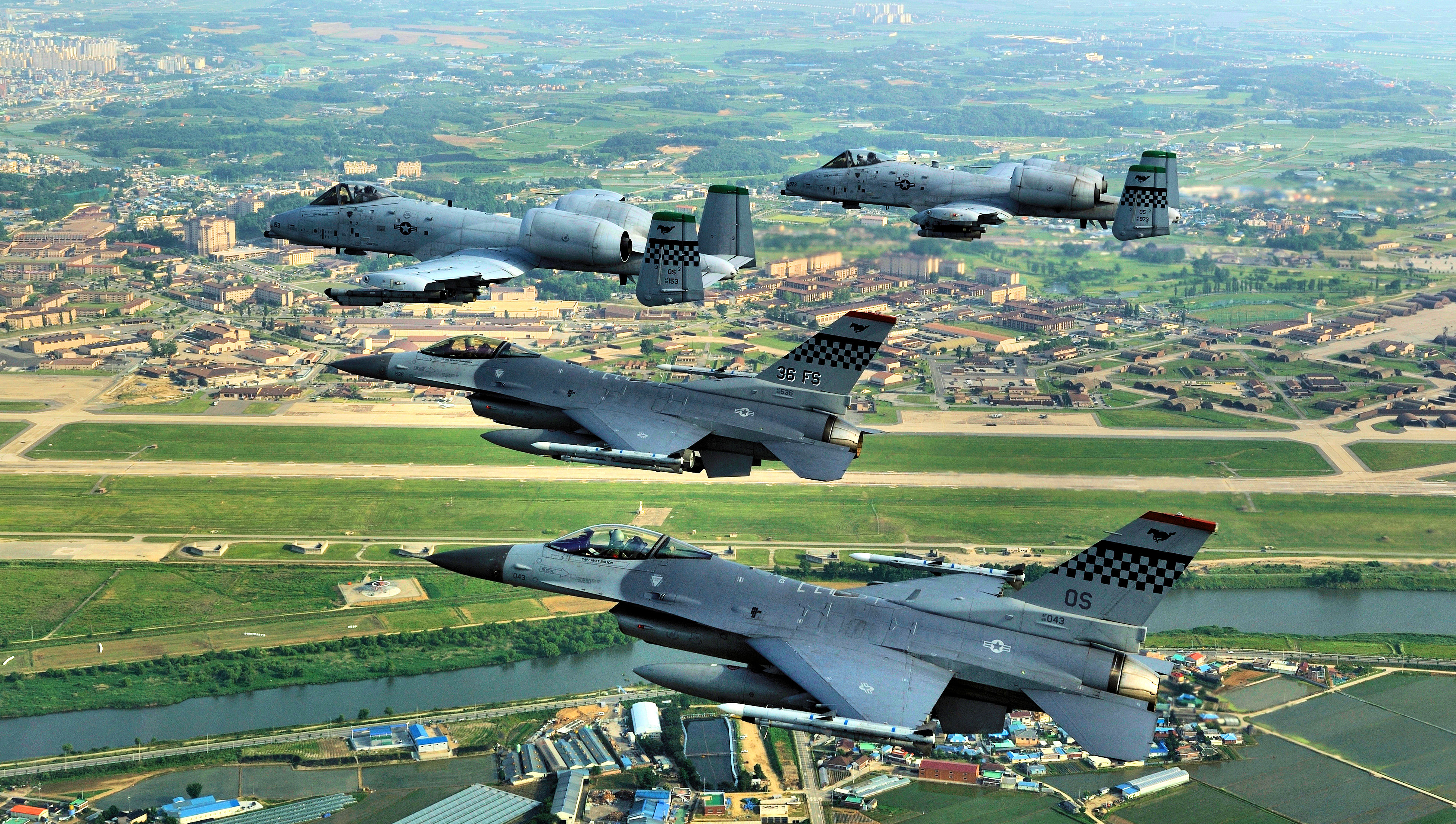
Osan Air Base, Südkorea

Air Force Base (AFB), deutsch: Luftwaffenstützpunkt, teilweise auch Luftwaffenbasis bezeichnet einen Militärflugplatz, insbesondere der US-Luftwaffe (United States Air Force). Auch die Luftstreitkräfte anderer Staaten verwenden die Bezeichnung, darunter Südafrika und Australien.
Zur eindeutigen Benennung wird entweder eine geographische Lagebezeichnung aus der nahen Umgebung gewählt oder der Name einer verdienten, verstorbenen Persönlichkeit. An den Namen des Stützpunktes wird die Abkürzung AFB angehängt, beispielsweise Edwards AFB, die nach Glen Edwards benannt ist, der als Kopilot des Nurflügler-Prototyps Northrop YB-49 1948 an diesem Ort tödlich verunglückte.
Kleine Stützpunkte der US-Luftwaffe und solche außerhalb der USA werden oft nur Air Base (AB) genannt, wie z. B. Ramstein Air Base in Deutschland.

### Bekannte Militärflugplätze in den USA
- Andrews Air Force Base, Maryland
- Barksdale Air Force Base, Louisiana
- Castle Air Force Base, Kalifornien
- Davis-Monthan Air Force Base, Arizona
- Dover Air Force Base, Delaware
- Dyess Air Force Base, Texas
- Eareckson Air Station, Alaska
- Edwards Air Force Base, Kalifornien
- Eglin Air Force Base, Florida
- Ellsworth Air Force Base, South Dakota
- Elmendorf Air Force Base, Alaska
- Joint Base Pearl Harbor-Hickam, Hawaii
- Holloman Air Force Base, New Mexico
- Kirtland Air Force Base, New Mexico
- Langley Air Force Base, Virginia
- Luke Air Force Base, Arizona
- MacDill Air Force Base, Florida
- Minot Air Force Base, North Dakota
- Moody Air Force Base, Georgia
- Mountain Home Air Force Base, Idaho
- Nellis Air Force Base, Nevada
- Offutt Air Force Base, Nebraska
- Peterson Air Force Base, Colorado
- Pope Air Force Base, North Carolina
- Randolph Air Force Base, Texas
- Schriever Air Force Base, Colorado
- Scott Air Force Base, Illinois
- Sheppard Air Force Base, Texas
- Tinker Air Force Base, Oklahoma
- Tyndall Air Force Base, Florida
- Vandenberg Air Force Base, Kalifornien
- Whiteman Air Force Base, Missouri
- Wright-Patterson Air Force Base, Ohio

### Bekannte US-Militärflugplätze außerhalb der USA
- Andersen Air Force Base, Guam
- Aviano Air Base, Italien
- Sigonella Naval Air Station, Italien
- Clark Air Base (1903–1991), Philippinen
- Incirlik Air Base, Türkei
- Kadena Air Base, Japan
- Kunsan Air Base, Südkorea
- Misawa Air Base, Japan
- Thule Air Base, Grönland
- Osan Air Base, Südkorea
- Yokota Air Base, Japan

### US-Militärflugplätze in Deutschland
Die folgenden Angaben sind teilweise redundant zu denen weiter oben
- Bitburg Air Base (bis 1994 und kurzzeitig 1997), Rheinland-Pfalz
- Erding Air Base (bis 1956), Bayern
- Fürstenfeldbruck Air Base 1945–1960, Bayern
- Hahn Air Base (bis 1993, Nebengebäude bis 1995), Rheinland-Pfalz
- Kaufbeuren Air Base (bis 50er Jahre), Bayern
- Landsberg Air Base (1947 bis 1958), Bayern
- Neubiberg Air Base bei München (1945 bis 1957), Bayern
- Ramstein Air Base, Rheinland-Pfalz
- Rhein-Main Air Base auf dem Flughafen Frankfurt Main (1945–2005)
- Sembach Air Base (bis 1995, seitdem Sembach Annex, zu Ramstein gehörend)
- Spangdahlem Air Base, Rheinland-Pfalz
- Tempelhof Air Base (TCA) (bis Juni 1993) Berlin
- Zweibrücken Air Base (bis Anfang der 1990er Jahre), Rheinland-Pfalz

- Baumholder Army Airfield
- Grafenwöhr Army Airfield Truppenübungsplatz Grafenwöhr, Bayern
- Hohenfels Army Airfield
- Illesheim Army Heliport bei Bad Windsheim, Bayern; Kampfhubschrauber „Apache“
- Stuttgart Army Airfield
- Vilseck Army Airfield
- Wiesbaden Army Airfield, Hessen